# Abla
Abla er en by og kommune i det sydøstlige Spanien i provinsen Almería. Den har et indbyggertal på 1.272 (2024) indbyggere.